# Almindelig syre
Almindelig syre (Rumex acetosa) er en 50-80 cm høj, tvebo urt, der vokser på enge og i vejkanter. Den har syrligt smagende blade. Almindelig syre er værtsplante for ildfugle.

## Beskrivelse
Almindelig syre er en vildtvoksende urt af skræppeslægten. Bladene er æg-lancetformede med en pilformet grund, hvor fligene er nedadrettede. De rødlige blomster ses i maj-juli.

## Voksested
Almindelig syre er almindelig i hele Danmark langs vejkanter, i krat, på enge, skrænter og marker.

## Anvendelse
Den anvendes som lægeplante i naturmedicin, og en variant dyrkes til visse retter.